# جيمس هولمز (سياسي)
جيمس هولمز (بالإنجليزية: James Holmes)‏ هو سياسي نيوزلندي، ولد في 1831، وتوفي في 17 أبريل 1910.